# Kostel Navštívení Panny Marie (Velké Poříčí)
Kostel Navštívení Panny Marie je římskokatolický novogotický farní kostel ve Velkém Poříčí.

## Historie
Kostel byl vystavěn v letech 1906-1910 a byl vysvěcen 8. září 1910, s povolením královéhradecké konsistoře děkanem Peckou z Náchoda. Stavební plány kostela zhotovil architekt J. Ekert, vlastní práce byla rozdělena firmám Ekert, Kubeček (architekta Bohumila Kubečka) a Labouťka. Stavební pozemek na kostel darovala obec, na kostel probíhaly sbírky peněz i materiálu. Mnozí občané při stavbě pracovali zdarma. Stavba stála 24 406 K předválečné rakousko-uherské měny. 
V roce 1927 byla vystavěna pro kněze pod kostelem fara z iniciativy Kostelní jednoty.
Kostel má novou elektroinstalaci, izolaci proti vlhkosti a je plynofikován.

## Architektura
Kostel je postaven v novogotickém slohu.

## Interiér
Oltáře novogotické, hlavní oltář zhotovil roku 1908 František Jirouš ze Slatiňan, boční oltáře sv. Anny a sv. Jana Křtitele.

## Varhany
Varhany jsou od kutnohorského varhanáře Antona Mölzera.

## Hřbitov
Vystavěn v letech 1899 - 1902 na obecním pozemku od bývalé Térovy živnosti č. 102. Uprostřed hřbitova byl postaven kříž. První dva pohřby proběhli ještě před vysvěcením hřbitova 29. března 1900.

## Bohoslužby
Bohoslužby se konají v neděli v 9.45 a ve středu v 17.30.